# 칠레 마토랄
칠레 마토랄(영어: Chilean Matorral, 스페인어: Matorral chileno)은 칠레 중부의 지중해성 삼림·소림·관목지다. 마토랄은 잡목림이나 관목지를 지칭하는 에스파냐어로, 이 때는 남유럽의 지중해성 기후 생태계를 말한다. 칠레 마토랄은 지중해 분지, 캘리포니아, 서케이프, 서남호주와 함께 전 세계에 다섯 군데 뿐인 지중해성 기후 지역 중 하나다.